# Gen
Gen (gr. γένος – ród, pochodzenie) – pojęcie teoretyczne stosowane w wielu działach biologii oraz innych dziedzinach wiedzy. Słowo ma różne znaczenie zmieniające się w czasie oraz zależne od przedmiotu badań biologów. Dwie główne koncepcje to gen ewolucyjny oraz gen molekularny. Obie są rozwijane i dyskutowane. W koncepcji ewolucyjnej geny są konkurującymi odcinkami kwasu nukleinowego, których reprezentacja w kolejnych pokoleniach ulega zmianie. Koncepcja molekularna za geny uznaje odcinki DNA ulegające ekspresji realizowanej przez syntezę RNA lub białek. Geny należy odróżnić od pseudogenów, które są niedziałającymi kopiami genów.
W nauczaniu szkolnym  jest podstawową jednostką dziedziczności determinującą powstanie białka lub kwasu rybonukleinowego zapisaną w sekwencji nukleotydów kwasu deoksyrybonukleinowego.
W roku 2016 zauważono, że informacja genetyczna może być zapisana nie tylko za sprawą sekwencji nukleotydów, ale także wynikać ze wzajemnego ułożenia nukleosomów w chromatynie. Mechaniczne właściwości nukleosomów mogą być więc nie tylko ubocznym efektem sekwencji, lecz wiązać się z mechaniczną ewolucją DNA.

## Historia terminu
Termin gen wprowadził botanik Wilhelm Johannsen w 1909 roku jako pojęcie teoretyczne w odniesieniu do koncepcji dziedziczenia cech opracowanej przez Grzegorza Mendla w roku 1866. Samo słowo nawiązywało do terminu pangen stosowanego przez Hugo de Vriesa. Pangeny były rozwinięciem teorii pangenezy sformułowanej przez Karola Darwina. Darwin w swoich dziełach cząstki, które mogły przemieszczać się między komórkami i trafiając do gamet zapewniały zmienność niezbędną do napędzania doboru naturalnego, nazywał gemmule. Także w XIX wieku Herbert Spencer postulował istnienie fizjologicznych jednostek zapewniających dziedziczenie cech. Hugo de Vries był jednym z trzech naukowców, którzy w roku 1900 niezależnie powtórnie odkryli prawa Mendla. Pozostali to Carl Correns oraz Erich von Tschermak-Seysenegg. Mendel sformułował prawa dziedziczenia jednostek dziedziczności cech zauważając, że gamety mają takich jednostek po 50%, a jednostki te mogą mieć charakter dominujący, recesywny bądź mieszany. Słowo „gen” wprowadzone przez Johannsena zastąpiło wszystkie wcześniej stosowane określenia jednostek, elementów, czynników wpływających na dziedziczenie cech i inne słowa o podobnym znaczeniu.

## Kryteria definicji genu
Fragment DNA zawiera informacje pozwalającą komórce na syntezę RNA (różnych mRNA, tRNA, rRNA i in.), a pośrednio kodujący zwykle także jakieś białko (za pośrednictwem mRNA; mRNA określa budowę określonego białka, a tRNA i rRNA to cząsteczki pomocnicze uczestniczące w tworzeniu białek kodowanych w różnych mRNA; poszczególne rodzaje ogromnie zróżnicowanych cząsteczek mRNA zakodowane są w różnych genach).
Typowe geny zawierają informacje o tym:
1. jak zbudować jakieś białko (tzn. w jakiej kolejności połączyć aminokwasy w ciągły łańcuch)
2. w jakich okolicznościach (warunkach) należy to białko tworzyć
3. z jaką intensywnością i przez jaki czas je wytwarzać
4. do jakiego przedziału komórki je przesyłać (np. do mitochondriów czy do wakuoli)
5. u organizmów tkankowych także informację o tym, w których tkankach, w jakiego typu komórkach dany produkt ma powstawać.

Geny organizmów eukariotycznych zawierają część kodującą, zawierającą odpowiedź na powyższe pytania (1) i (4), oraz odcinki regulatorowe, wyznaczające odpowiedź na pozostałe z powyższych pytań. Wśród odcinków regulatorowych szczególnie ważna rola przypada odcinkowi poprzedzającemu część kodującą i zwanemu promotorem. Tuż za częścią kodującą znajduje się odcinek regulatorowy zwany terminatorem, zawierający polecenie przerwania transkrypcji i poddania transkryptu modyfikacjom określającym jego trwałość.
By mówić o kolejności składników genu, trzeba określić, gdzie jest jego początek, a gdzie koniec, i która z dwóch nici składających się na cząsteczkę DNA jest analizowana. Przyjęto, że opisując DNA, omawia się tę nić, która ma sekwencję zbliżoną do sekwencji transkryptu, a nie komplementarną do transkryptu. Inaczej mówiąc analizuje się nić, która podczas transkrypcji nie jest wykorzystywana jako matryca, ale która zawiera sekwencję transkryptu (przy uwzględnieniu wszystkich podstawowych różnic pomiędzy RNA a DNA). Analizę tej sekwencji zaczyna się od końca 5'. Fragmenty położone bliżej końca 3' uważane są za położone dalej, czy, jak się czasem pisze, „niżej”, w obrębie genu.
U organizmów prokariotycznych kilka części kodujących różnych genów może korzystać z tego samego promotora i innych pomocniczych sekwencji (por. operon). Zarówno u organizmów prokariotycznych, jak i eukariotycznych (znacznie częściej jednak u tych ostatnich) część kodująca genu może zawierać fragmenty (sekwencje), których kopii nie ma w dojrzałych, gotowych do działania, cząsteczkach mRNA. Takie wstawki w części kodującej, początkowo przepisywane na mRNA, a później z niego usuwane, nazywamy intronami. Fragmenty części kodującej genu, które pozostają po wycięciu intronów z pierwotnego transkryptu i składają się na dojrzały mRNA, nazywane są eksonami (albo – bardziej po polsku – egzonami). Czasami (choć rzadko) jeden gen jest składnikiem intronu innego genu. U organizmów prokariotycznych, a także (częściej) u wirusów, zdarza się też, że ten sam odcinek DNA bywa wykorzystywany jako składnik kilku różnych genów, zależnie od sposobu jego odczytywania (tak jak np. zapis „maskarada” może być odczytany jako jedno słowo, albo zbitka słów „maska” + „rada”, albo nawet „maska”+„kara”+„rada”). W przypadku DNA może się też zdarzyć (choć rzadko), że jedna informacja (gen) zapisana jest na jednej nici, a inna na drugiej, komplementarnej nici (sekwencje obu genów odczytywane są wtedy w przeciwnych kierunkach, a ich koniec i początek nie pokrywają się). Oznacza to, że komórkowe mechanizmy transkrypcji, obróbki transkryptów i biosyntezy białek wykazywać mogą pewną (bardzo ograniczoną) swobodę w odczytywaniu informacji genetycznej.